# Ctenoplusia furcifera
Ctenoplusia furcifera là một loài bướm đêm trong họ Noctuidae.